# 花尾鹰𮬢
花尾鷹䱵（學名：Goniistius zonatus）又稱花尾鹰羽鲷、花尾唇指䱵、花尾唇指鯛、帶唇指䱵，為婢䱵科鹰䱵属的一種，俗名“咬破布、三康、三刀、斬三刀、金花、萬年瘦、金花魚”等，過去曾歸類於唇指䱵科唇指䱵屬。本魚属于近岸性鱼类。其幼鱼常见于近岸岩礁处。该物种的模式产地在日本。

## 分布
本魚分布於西北太平洋區，包括日本、中國南海及台灣海域，主要在鹹淡水交界，近海沿岸的礁石、沙泥底的海域。

## 深度
水深1至30公尺。

## 特徵
本魚體側扁，呈長橢圓形。口小，唇厚且為黃色，魚體為藍灰色，具8至9條黃褐色向後的斜帶，均達胸鰭以下，其中前2條斜帶在頭部，最後一條在尾柄部，後3條亦常有黑帶相連，魚鰭為暗黃色，背鰭鰭條有一和基底平行的藍縱帶，體被圓鱗，尾鰭叉形、黃色，佈滿白色斑點，背鰭硬棘17枚，背鰭軟條32枚，臀鰭硬棘3枚，臀鰭軟條8枚，體長可達45公分。

## 生態
本魚棲息在礁石區，屬底棲性魚類，游泳方式特殊，以一停一游的方式移動。常停棲在礁盤上方，伺機捕食獵物，屬肉食性，以底棲無脊椎動物為食。

## 經濟利用
為肉質鮮美的食用魚，小魚可做觀賞魚。香港漁民在蒸煮前會在魚身割三刀，所以香港人俗稱此魚為「三刀」或「斬三刀」。

## 外部鏈接
- 台灣魚類資料庫 （页面存档备份，存于）